# 印紋南鰍
印紋南鰍（學名：Schistura sigillata）為輻鰭魚綱鯉形目條鰍科南鰍屬的其中一種。分布於亞洲寮國Nam San流域，本魚體延長，口下位，具觸鬚3對，側線不完全，尾鰭略凹，身體有13-15條狹窄的橫帶, 略微形狀不規則，背鰭基底有兩個黑色的斑點， 在尾鰭基底的下面三分之二上的一個細長垂直的黑色斑塊，體長可達4.6公分，棲息在水流湍急的河川底層水域，生活習性不明。

## 扩展阅读
維基物種上的相關：印紋南鰍